# 大洼镇 (松原市)
大洼镇，是中华人民共和国吉林省松原市宁江区下辖的一个乡镇级行政单位。

## 行政区划
大洼镇下辖以下地区：
向阳村、解放村、民乐村、胜利村、马家村、由家村、南大洼村、北大洼村、小房身村、互助村、果园村、民生村、长兴村、伊尔丹村、薛家村、常家村、风华村、班德村、何廷村、新风村、华家村、新兴村、朝阳村、前朝阳村、郭家村、祥发村、廿家子村、东六家子村、西六家子村、前土木村、后土木村、两家子村、李家村和松原港工贸集中区。